# Augustin Avrial
Augustin Avrial, né à Revel (Haute-Garonne) le 20 novembre 1840 et mort à Fécamp (Seine-Inférieure, aujourd'hui Seine-Maritime) le 13 décembre 1904, est une personnalité de la Commune de Paris. 

## Biographie
Fils de Bernard Avrial, forgeron à Revel et de Victoire Barthèz, Augustin Avrial devient ouvrier mécanicien. Il s'engage dans l'armée du Second Empire de 1859 à 1865. Il passe une partie de son congé de fin de service en Afrique puis s'installe à Paris en 1867. Compromis dans les affaires de juin 1869, il est condamné à quelques mois de prison. Il adhére à l'Association internationale des travailleurs au mois d'août de la même année et acquiert une certaine notoriété dans le milieu des internationaux. Il prend une part active avec Drouchon et Theisz à la formation du Conseil fédéral de Paris, destiné à servir de trait d'union entre les différentes sections ; il en devient même président quelque temps. Il signe le manifeste de l'Internationale, protestant contre les événements d'Aubin et devient assesseur de la réunion internationale du 19 avril 1870. Il préside la chambre syndicale de sa corporation et fait partie du bureau de la section de l'Internationale parisienne nommée Cercle d'études sociales. Impliqué dans le procès de Blois, il déclara : « On veut détruire l'Internationale, on n'y parviendra pas. L'Internationale, c'est la grande masse ouvrière qui revendique ses droits. » Il est condamné à  deux mois de prison et à 25 francs d'amende.
Il est libéré par la proclamation de la République le 4 septembre 1870. Revenu à Paris, il est nommé membre de la municipalité du XIIe arrondissement et élu commandant du 66e bataillon de la Garde nationale. Il est révoqué le 31 octobre. Lors du soulèvement du 18 mars 1871, il organise à Montmartre, la résistance au coup de force du gouvernement d'Adolphe Thiers qui voulait enlever les canons des Communards. Son nom n'apparaît pas dans les affiches du Comité central mais il assiste à quelques séances à la Corderie. Il organise dès le 19 mars quelques services de l'Hôtel de ville.  Le 26 mars, il est élu au Conseil de la Commune pour le 11e arrondissement avec 16 193 voix. Désigné comme chef de la légion de son arrondissement, il se bat à Meudon avec le général Eudes. Il démissionne de la charge de chef de la 11e légion pour cause d'incompatibilité avec le titre de membre de la Commune.  Il est membre de la Commission du Travail et de l'Échange le 29 mars, de la Commission exécutive (1871) le 10 avril puis de la Guerre 21 avril. Il prend une grande part à la discussion relative au Mont-de-Piété. Nommé directeur général de l'artillerie, il tente de réorganiser ce service. Membre de la minorité, il vote contre la création du Comité de Salut public. Pendant la Semaine sanglante, il reprend le commandement de son bataillon et organise la défense du quartier du Château-d'Eau (actuellement la République). Pendant la répression, il peut se réfugier à Londres. De 1874 à 1876, il dirige une usine de construction mécanique, qu'il a fondée avec François Jourde et Camille Langevin, en Alsace. Mais il est expulsé en 1876 et se réfugie en Suisse.
Après l'amnistie de 1880, il revient en France, devint contrôleur du matériel à la compagnie des Chemins de fer de l'État (1880-1882). Parallèlement, il mène une activité d'inventeur (en particulier un motocycle à pétrole). Il adhére à l'Alliance socialiste républicaine puis au Parti ouvrier socialiste révolutionnaire de Jean Allemane. Il est enterré au cimetière du Père-Lachaise à Paris.

## Hommage
- Jardin Louise-Talbot-et-Augustin-Avrial (Paris)

### Biographie
- Jean-Paul Calvet, Philippe Boisseau, Quentin Dupuis et al., Augustin Avrial : un communard inventif, 1840-1904, Revel, Société d'histoire de Revel Saint-Ferréol, coll. « Lauragais patrimoine », 2015, 256 p. (présentation en ligne)

### Notices biographiques
- Jules Clère, Les hommes de la Commune : Biographie complète de tous ses membres, Paris, Libraire-éditeur É. Dentu, 1871, 195 p. (lire en ligne sur Gallica), p. 30-33
- Paul Delion, Les membres de la Commune et du Comité central, Paris, A. Lemerre éditeur, août 1871, 446 p. (lire en ligne sur Gallica), p. 27-30
- Alain Dalotel et John Sutton, « Un communard oublié : le mécanicien Avrial », Gavroche, no 110,‎ mars-avril 2000.
- Bernard Noël, Dictionnaire de la Commune, Coaraze, L'Amourier éditions, coll. « Bio », avril 2021 (1re éd. 1971), 799 p. (ISBN 978-2-36418-060-4, ISSN 2259-6976, présentation en ligne), p. 79-80
- « Notice « Avrial Augustin, Germain » », sur maitron.fr, Le Maitron, dictionnaire bibliographique du mouvement ouvrier et du mouvement social, Association Les Amis du Maitron (consulté le 3 août 2021)